# Campeonato de División Intermedia 1929 (Argentina)
El Campeonato de División Intermedia 1929 fue la decimonovena edición del torneo y la trigésima temporada de la tercera categoría.
El certamen tuvo como nuevos participantes a Thomas Edison, campeón de Segunda División; Florida y Saavedra, promovidos de la misma división.
El torneo consagró campeón a Gimnasia y Esgrima de Lanús, que obtuvo el ascenso.

## Ascensos y descensos
| Pos. | Ascendidos a Primera División B 1929 |
| ---- | ------------------------------------ |
| 1°   | Acassuso                             |

| Pos.  | Ascendidos de Segunda División 1928 |
| ----- | ----------------------------------- |
| 1°    | Thomas Edison                       |
| Prom. | Florida                             |
| Prom. | Saavedra                            |

| Descendidos de Primera División B 1928 |
| -------------------------------------- |
| No hubo                                |

## Sistema de disputa
Los participantes fueron divididos en cuatro secciones, donde se enfrentaron bajo el sistema de todos contra todos a una sola rueda, debido a lo avanzado del año. El ganador de cada sección clasificó a la fase final.
Fase final
Los equipos se enfrentaron bajo el sistema de todos contra todos a dos ruedas. El ganador se consagró campeón y ascendió a Primera División B.
Descensos
Inicialmente, el último posicionado en cada sección iba a descender a Segunda División. Posteriormente, los descensos fueron suprimidos.

## Fase de grupos

### Sección 1
| Pos. | Equipo                       | Pts. | J  | G  | E | P |
| ---- | ---------------------------- | ---- | -- | -- | - | - |
| 1°   | Defensores de Santos Lugares | 22   | 12 | 11 | 0 | 1 |
| 2°   | Caseros                      | 20   | 12 | 9  | 2 | 1 |
| 3°   | Flores                       | 17   | 12 | 8  | 1 | 3 |
| 4°   | Gutenberg                    | 14   | 12 | 6  | 2 | 4 |
| 5°   | Bella Vista                  | 11   | 12 | 5  | 1 | 6 |
| 6°   | Centenario Argentino         | 11   | 12 | 5  | 1 | 6 |
| 7°   | Buenos Aires                 | 10   | 12 | 3  | 4 | 5 |
| 8°   | Germinal San Miguel          | 10   | 12 | 4  | 2 | 6 |
| 9°   | La Paternal                  | 10   | 12 | 4  | 2 | 6 |
| 10°  | Devoto                       | 10   | 12 | 4  | 2 | 6 |
| 11°  | El Talar                     | 9    | 12 | 3  | 3 | 6 |
| 12°  | Thomas Edison                | 6    | 12 | 3  | 0 | 9 |
| 13°  | Marplatense                  | 4    | 12 | 1  | 2 | 9 |

|  | Clasificado a la Fase final. |
|  | Descenso anulado.            |

### Sección 2
| Pos. | Equipo             | Pts. | J | G | E | P |
| ---- | ------------------ | ---- | - | - | - | - |
| 1°   | 25 de Mayo         | 15   | 8 | 7 | 1 | 0 |
| 2°   | Florida            | 12   | 9 | 4 | 4 | 1 |
| 3°   | Sp. San Isidro     | 12   | 8 | 5 | 2 | 1 |
| 4°   | Martínez           | 11   | 9 | 5 | 1 | 3 |
| 5°   | Central Argentino  | 8    | 9 | 2 | 4 | 3 |
| 6°   | Saavedra           | 8    | 9 | 2 | 4 | 3 |
| 7°   | Villa Crespo       | 8    | 9 | 3 | 2 | 4 |
| 8°   | Canal San Fernando | 6    | 9 | 2 | 2 | 5 |
| 9°   | Olivos             | 5    | 9 | 2 | 1 | 6 |
| 10°  | Victoria           | 3    | 9 | 1 | 1 | 7 |

|  | Clasificado a la Fase final. |
|  | Descenso anulado.            |

### Sección 3
| Pos. | Equipo                 | Pts. | J | G | E | P |
| ---- | ---------------------- | ---- | - | - | - | - |
| 1°   | Gimnasia y Esgrima (L) | 17   | 9 | 8 | 1 | 0 |
| 2°   | Wilde                  | 12   | 9 | 5 | 2 | 2 |
| 3°   | Isla Maciel            | 11   | 9 | 5 | 1 | 3 |
| 4°   | Adrogué                | 10   | 9 | 4 | 2 | 3 |
| 5°   | Perla del Plata        | 10   | 9 | 4 | 2 | 3 |
| 6°   | Sarandí                | 9    | 9 | 3 | 3 | 3 |
| 7°   | Lomas Wanderers        | 8    | 9 | 3 | 2 | 4 |
| 8°   | Barracas Juniors       | 7    | 9 | 3 | 1 | 5 |
| 9°   | Los Andes              | 6    | 9 | 1 | 4 | 4 |
| 10°  | Deutscher              | 0    | 9 | 0 | 0 | 9 |

|  | Clasificado a la Fase final. |
|  | Descenso anulado.            |

### Sección 4
| Pos. | Equipo          | Pts. | J | G | E | P |
| ---- | --------------- | ---- | - | - | - | - |
| 1°   | Libertad        | 17   | 9 | 8 | 1 | 0 |
| 2°   | Alsina          | 15   | 9 | 7 | 1 | 1 |
| 3°   | Liniers         | 13   | 9 | 6 | 1 | 2 |
| 4°   | Leandro N. Alem | 9    | 9 | 3 | 3 | 3 |
| 5°   | Nueva Pompeya   | 9    | 9 | 4 | 1 | 4 |
| 6°   | Balvanera       | 5    | 9 | 1 | 3 | 5 |
| 7°   | Almafuerte      | 4    | 9 | 1 | 2 | 6 |
| 8°   | Ramos Mejía     | 4    | 9 | 1 | 2 | 6 |

|  | Clasificado a la Fase final.             |
|  | Disputaron un desempate por el descenso. |

#### Desempate
| Pos. | Equipo      |
| ---- | ----------- |
| 1°   | Almafuerte  |
| 2°   | Ramos Mejía |

|  | Descenso anulado. |

## Fase final
| Pos. | Equipo                       | Pts. | J | G | E | P |
| ---- | ---------------------------- | ---- | - | - | - | - |
| 1°   | Gimnasia y Esgrima (L)       | 8    | 6 | 4 | 0 | 2 |
| 2°   | Libertad                     | 7    | 6 | 3 | 1 | 2 |
| 3°   | 25 de Mayo                   | 6    | 6 | 2 | 2 | 2 |
| 4°   | Defensores de Santos Lugares | 3    | 6 | 1 | 1 | 4 |

|  | Campeón. Ascendió a Primera División B. |